# 黑纹条鰤
黑纹条鰤（学名：Zonichthys nigrofasciata）为鲹科条鰤属的鱼类。分布于印度洋非洲东岸、红海、东至日本、南至澳大利亚以及中国南海、台湾海峡、东海等海域。该物种的模式产地在红海。